# Bill Chase
Bill Chase (geboren als William Edward Chiaiese) (Squantum, 20 oktober 1934 - Jackson (Minnesota), 9 augustus 1974) was een Amerikaanse jazz-trompettist. Hij was leider van de jazzrock-groep Chase.
Chase was afkomstig uit een Italiaans-Amerikaanse familie, zijn ouders veranderden hun achternaam omdat 'Chiaiese' moeilijk uit te spreken was voor Amerikanen. Zijn vader, die trompet in een marchingband speelde, moedigde Bill aan muziek te spelen. Bill speelde enige tijd drums en viool, tot hij in zijn tienerjaren definitief voor de trompet koos. Na een concert van Stan Kenton was Chase gepakt door de jazz. Hij studeerde kort klassieke trompet aan New England Conservatory om verder te studeren aan Schillinger House of Music, het tegenwoordige Berklee College of Music. Een van zijn docenten was Herb Pomeroy.
In 1958 speelde Chase bij Maynard Ferguson en in 1959/1960 bij Stan Kenton. In de jaren erna was hij lid van de Swingin' Herd van Woody Herman, een van de meest succesvolle groepen van Herman. Van 1966 tot 1970 was hij actief in Las Vegas als freelancer. In 1967 leidde hij in enkele hotels de groep bij een productie van Vive Les Girls, waarvoor Chase de arrangementen schreef.
Rond 1970 begon Chase een eigen band met enkele ervaren trompettisten die allen konden zingen en arrangeren. De groep Chase kwam in 1971 met een eerste lp (bijna 400.000 verkochte exemplaren), waarvan een succesvolle single werd getrokken. Het nummer "Get It On" stond dertien weken in de Amerikaanse hitlijst. De groep werd dat jaar genomineerd voor een Grammy in de categorie 'Beste Nieuwe Artiest'. De albums erna waren aanmerkelijk minder succesvol. In de periode dat de band opnames maakte voor de vierde plaat kwam Bill Chase bij een vliegtuigongeluk om het leven. Hij was op weg naar een concert. Ook andere bandleden lieten daarbij het leven.

## Discografie
Met Chase:
- Chase, Epic Records, 1971
- Ennea, Epic, 1972
- Pure Music, Epic, 1974

- Bibsys: 11076933
- Bibliothèque nationale de France: cb138924054 (data)
- Gemeinsame Normdatei: 135510309
- International Standard Name Identifier: 0000 0000 5513 8606
- Library of Congress Control Number: n93103764
- MusicBrainz: 0954b76b-1b23-4936-9a1c-9f30f3662400
- Bibliotheek van het Japanse parlement: 001177347
- SNAC: w6267ccn
- Système universitaire de documentation: 262015382
- Virtual International Authority File: 29717535
- WorldCat: E39PBJgCJrywGTcjJHHqFQr6rq